# Carmen de Apicalá
Carmen de Apicalá là một khu tự quản thuộc tỉnh Tolima, Colombia. Thủ phủ của khu tự quản Carmen de Apicalá đóng tại Carmen de Apicalá Khu tự quản Carmen de Apicalá có diện tích 183 ki lô mét vuông. Đến thời điểm ngày 28 tháng 5 năm 2005, khu tự quản Carmen de Apicalá có dân số 6056 người.